# Arot
Der Arot ist ein kleiner Fluss im Nordosten von Frankreich, der im Département Meurthe-et-Moselle der Region Grand Est südwestlich der Stadt Nancy verläuft.

## Geographie

### Verlauf
Der Arot entspringt unter dem Namen Ruisseau de l’Ar am Nordrand der Landschaft Saintois im Gemeindegebiet von Thélod, knapp an der Grenze zur Nachbargemeinde Germiny. Er entwässert generell Richtung Nordnordwest und erreicht den Ort Thuilley-aux-Groseilles, wo er im karstigen Untergrund verschwindet. Erst etwa fünf Kilometer weiter, an der Gemeindegrenze zu Bicqueley, erreicht er wieder die Oberfläche, durchquert das militärische Übungsgelände Champ de Tir de Bois de l’Évêque und mündet nach insgesamt rund 17 Kilometern im Gemeindegebiet von Pierre-la-Treiche als linker Nebenfluss in die Mosel. 

### Durchquerte Gemeinden
(Reihenfolge in Fließrichtung)
- Thélod
- Germiny
- Thuilley-aux-Groseilles
- Viterne (im Untergrund)
- Ochey (im Untergrund)
- Bicqueley
- Pierre-la-Treiche